# Toon Boom Animation
Toon Boom Animation Inc.（トゥーン・ブーム・アニメーション）とはアニメーション制作ソフトを手がけているカナダのソフトウェア会社である。インターナショナル・メディア・カンパニー（IMG）の子会社であり、1994年にモントリオールで設立された。Toon Boomは映画、テレビ番組、ウェブアニメーション、ゲーム、携帯端末、トレーニングアプリケーション、教育向けのアニメーションおよび絵コンテソフトウェアを開発している。2005年にプライムタイム・エミー賞のエンジニアリングアワードを受賞、2012年も同社のStoryboard Proが業界において顕著な功績をあげたことでテレビ芸術科学アカデミーよりプライムタイム・エミー賞を受賞した。

## 概要
Toon Boomのユーザーはプロスタジオから個人アニメーター、教育機関と幅広い。一流どころの顧客にはウォルト・ディズニー・アニメーション・スタジオズ、ディズニー・テレビジョン・アニメーション、ネルバナ、ワーナー・ブラザース・アニメーション、フォックス放送、ウォーキング・ザ・ドッグ、マーキュリー・フィルムワークス、中国中央電視台、トゥーンズ・インディア、eMation、ラフドラフト・コリア、ゴーモンアニメーション、2D3Dアニメーションズ、イミラ・エンターテインメント、ゴアニメイト・フィーチャー・アニメーション、カートゥーン ネットワーク・スタジオ、ピクサー、エナルモニアがいる。
2006年、ITフェデレーション・オブ・ケベック（FIQ）はToon Boom StudioをOCTAS 2006の教育的および文化的マルチメディア部門を授与。2007年、Toon Boom Storyboard ProがFIQよりOCTAS 2007の技術的イノベーション部門の受賞。2008年、Flip Boomがペアレンツチョイス・ゴールド・アウォードとニューカナディアン・メディア・アォード・イン・ジ・エクセレンスの子ども部門に選出された。2010年、Flip Boom All-Starがペアレンツチョイス・シルバー・アウォード、NAPPA Honors Award、テック・アンド・ラーニング・アウォード・イン・エクセレンスに選出。2011年、Toon BoomがHSBCインターナショナル・ビジネス・アウォードの中小企業部門を受賞。さらに、Flip Boom ClassicとFlip Boom All-Star Curriculaが全米教育出版協会（AEP）による2011 Distinguished Achievement AwardsのK-5及び6-8向けの芸術部門を受賞。Flip Boom Classic Curriculumも優れた教材として賞賛されAEPイノベーション・アウォードの最終選考に残った。Garfield's Comic Boomはクリエイティブ・チャイルド・マガジンによる2011 Preferred Choice Award、2011 NAPPA Honors Award、2011 Parent Tested Parent Approved Seal of Approvalを受賞。Flip Boom All-Starは同じくクリエイティブ・チャイルド・マガジンによる2011 Media Of The Year Award、 2011 Parent Tested Parent Approved Seal of Approvalを受賞。Toon Boom Studioは2011テック・アンド・ラーニング・アウォード・イン・エクセレンスを受賞。2012年、フロスト・アンド・サリバンはToon Boomに2011 Global Animation Software Entrepreneurial Company of the Year Awardを授与。さらにStoryboard Proが業界において顕著な功績をあげたことでテレビ芸術科学アカデミーよりプライムタイム・エミー賞を受賞した。

## 製品
- 学生からプロにわたって対応している製品
  - Toon Boom Studio - プロのアニメスタジオ向けというよりむしろホームユーザーや個人向け。2019年現在販売を終了している。
  - Toon Boom Animate - プロのアニメスタジオや小規模スタジオ、学生や教育者向けで、Toon Boom Digital Proより機能を削ることで価格を抑えており、また無料の教育用バージョン（Personal Learning Edition）もある。2019年現在販売を終了している。
  - Toon Boom Animate Pro（過去名：Toon Boom Digital Pro、Toon Boom Solo） - スタジオ、フリーランス向け。「プロ向けのほぼ完成されたアニメーションソフトで、コンテンツ製作、アニメーション、合成機能を搭載した、芸術関連の受賞歴があるツールセット」と銘打たれている。2019年現在販売を終了している。
  - Toon Boom Opus（過去名：USAnimation（英語版））[1] - 従来型のアニメ映画、テレビアニメ業界で使用されているソフトウェア。スキャンから合成に至るまでのアニメーション製作や2Dと3Dの統合を行うために必要な全てのツールを搭載している。場面間のデータ共有やスタジオ間作業を効率よく共有できる集中型データベースが基本になっている。2019年現在販売を終了している。
  - Toon Boom Harmony（過去名：Toon Boom Symphony）- Opusと同様集中型データベースを基本としアニメ映画やテレビアニメ業界で使用されている。Opusの全機能に加えカットアウトアニメーション方式向けのツールが追加されている。これらのツールにはテクスチャのあるペンシルライン、変形ツール、モーフィング、インバースキネマティクス、パーティクル、2Dと3Dの統合といった機能がある。また、ペーパーレスなアニメーション製作にも対応しており、ワコム製タブレットを使ってソフトウェアでアニメーションを直接的に描写することもできる。ライセンス形態は永久ライセンス、年間および月間サブスクリプションのいずれかになっている。

- ユーティリティソフトウェア
  - Toon Boom Pencil Check Pro - ラインテストソフトウェア
  - Toon Boom Storyboard - ストーリボード制作ソフトウェア。プリントアウトも可能。
  - Toon Boom Storyboard Pro - 絵コンテ制作に加えて、アニマティック（ビデオコンテ）の制作やHarmonyパイプラインへの書き出しができる。また主なノンリニア編集へのエクスポートも可能。

- Fun Division（2019年現在販売が確認できない。）
  - Flip Boom Cartoon - アニメーション制作で重要な作業を覚えるためのエントリーレベルアニメーションソフトウェア（描写、フレームの追加、プレイバック）
  - Flip Boom All-Star - アニメーションを活用した交流を可能にするティーン向けのソフトウェア（デジタル画像やMP3データの移入やYouTube、Facebook、iTunesへ直接アップロードすることができる）
  - Flipboom Lite FREE - Toon Boomが初めて開発したiPad向けアプリケーション。
  - Garfield's Comic Boom - ジム・デイビス（英語版）と共同開発したコミックストリップやコミックアルバムを製作するソフトウェア。ジム・デイビス自身が出演するビデオチュートリアルが搭載されている。主な機能としてコンテンツ製作だけでなくYouTube、Facebook、iTunesに直接的なアップロードをすることもできる。

## 世界への広がり
Toon Boomのコミュニケーションは122カ国に及んでおり、アジアでの普及が目立っていてインド、中華人民共和国、大韓民国、フィリピンでの普及が特に進んでいるが、カリブ海地域やアフリカ（特に南アフリカ共和国とエジプト）で新たな市場開拓を推し進めている。

## チュートリアル教材
2019年現在、最も更新されている教材は『Toon Boom 学習コンテンツ』内に掲載されている。「Storyboard Proで絵コンテを作る」「Harmonyでアニメーションを制作する」という2コンテンツが日本語で提供されており、その他のコンテンツは同ページ内に英語で提供されている。
加えて、クリエイターがよりクオリティの高いアニメーションを製作できるように数人のパワーユーザーが自身の作品を発表している。例としてToonBoomTutorials.comでのToon Boom Wikiにて作品が掲載されている。また、アダム・フィリップスによるビデオチュートリアルがYouTubeのAdam Phillips' Animate Tutorialsにて、CartoonSmartによるチュートリアルもVimeoのCartoonSmart Video Tutorials on Animateにて掲載されている。
また学生と教師向けにToon Boom Forumsにおいて専門的なセクションが用意されていた。

## 買収
1996年、USAnimationスタジオのソフトウェア開発事業を買収、CSTエンターテイメントによる速報的なプレスリリースによれば当初自社が吸収するとしていたが破談となり、1996年にUSAnimationスタジオは社名をVirtualMagic Animationに変更、独立系企業となった。Toon BoomはToon Boom Opusの名でUSAnimationのソフトウェア開発を続けていて、現名称はToon Boom Harmonyである。
2006年、Pegsという2Dビットマップアニメーションソフトウェアを開発したフランスのPegs's'Coを買収。しかし、買収以降アップデートもされず購入も不可となりToon Boom Harmonyに移行する形となった。
2007年、Storyboard Proの発売が開始された。
2009年、Animoを開発したイギリスのケンブリッジ・アニメーション・システムズを買収した。
2012年、コーラス・エンタテインメントに買収された。
2014年、HarmonyとStoryboard Proが日本語化された。
2018年、Toon Boom日本支社が設立された。
2023年、TPGキャピタルのポートフォリオであるインターナショナル・メディア・カンパニー（IMG）に買収された。